# Pericoma corsicana
Pericoma corsicana är en tvåvingeart som beskrevs av Vaillant 1955. Pericoma corsicana ingår i släktet Pericoma och familjen fjärilsmyggor. Inga underarter finns listade i Catalogue of Life.